# Montezuma (Iowa)
Montezuma ist eine Kleinstadt (mit dem Status „City“) und Verwaltungssitz des Poweshiek County im US-amerikanischen Bundesstaat Iowa. Bei der Volkszählung im Jahr 2010 hatte Montezuma 1462 Einwohner, deren Zahl sich bis 2015 auf 1411 verringerte. Das U.S. Census Bureau hat bei der Volkszählung 2020 eine Einwohnerzahl von 1.442 ermittelt.

## Geografie
Montezuma liegt im mittleren Südosten Iowas, rund 100 km nördlich der Grenze zu Missouri und rund 100 km westlich des Mississippi, der die Grenze zu Illinois bildet.
Die geografischen Koordinaten von Montezuma sind 41°35′09″ nördlicher Breite und 92°31′39″ westlicher Länge. Die Stadt erstreckt sich über eine Fläche von 6,45 km² und bildet das Zentrum der Jackson Township.
Im Westen des Stadtgebiets erstreckt sich mit dem rund um den gleichnamigen See gelegenen Diamond Lake County Park ein kleines Naherholungsgebiet. Südlich daran schließt sich die Fox Forest County Recreation Area an.
Die nächsten Nachbarorte von Montezuma sind Malcom (15 km nördlich), Brooklyn (23,5 km nordnordöstlich), Guernsey (23 km ostnordöstlich), Deep River (13,7 km östlich), Barnes City (13,2 km südöstlich), Union Mills (16,1 km südsüdwestlich), New Sharon (20,6 km südwestlich), Searsboro (15,7 km westlich) und Ewart (11,7 km nordwestlich).
Die nächstgelegenen größeren Städte sind Rochester in Minnesota (303 km nördlich), Cedar Rapids (114 km nordöstlich), die Quad Cities in Iowa und Illinois (185 km östlich), Chicago in Illinois (452 km in der gleichen Richtung), Columbia in Missouri (327 km südlich), Kansas City in Missouri (419 km südsüdwestlich), Iowas Hauptstadt Des Moines (95 km westlich), Nebraskas größte Stadt Omaha (316 km in der gleichen Richtung) und Sioux City (427 km westnordwestlich).

## Verkehr
Der in West-Ost-Richtung Iowa Highway 85 hat seinen westlichen Endpunkt in Montezuma und bildet die Hauptstraße der Stadt. Im Zentrum kreuzt der in Nord-Süd-Richtung verlaufende U.S. Highway 63. Alle anderen Straßen sind untergeordnete, teils unbefestigte Fahrwege oder innerörtliche Verbindungsstraßen.
Mit dem Grinnell Regional Airport befindet sich 29 km nordwestlich ein kleiner Flugplatz für die Allgemeine Luftfahrt. Der nächste Verkehrsflughafen ist der Des Moines International Airport (109 km westlich).

## Bevölkerung
Nach der Volkszählung im Jahr 2010 lebten in Montezuma 1462 Menschen in 632 Haushalten. Die Bevölkerungsdichte betrug 218,8 Einwohner pro Quadratkilometer. In den 632 Haushalten lebten statistisch je 2,26 Personen.
Ethnisch betrachtet setzte sich die Bevölkerung zusammen aus 98,2 Prozent Weißen, 0,4 Prozent Afroamerikanern, 0,3 Prozent amerikanischen Ureinwohnern, 0,1 Prozent Asiaten und 0,3 aus anderen ethnischen Gruppen; 0,8 Prozent stammten von zwei oder mehr Ethnien ab. Unabhängig von der ethnischen Zugehörigkeit waren 1,4 Prozent der Bevölkerung spanischer oder lateinamerikanischer Abstammung.
23,5 Prozent der Bevölkerung waren unter 18 Jahre alt, 56,7 Prozent waren zwischen 18 und 64 und 19,8 Prozent waren 65 Jahre oder älter. 52,6 Prozent der Bevölkerung waren weiblich.
Das mittlere jährliche Einkommen eines Haushalts lag im Jahr 2015 bei 50.966 USD. Das Pro-Kopf-Einkommen betrug 23.361 USD. 17,4 Prozent der Einwohner lebten unterhalb der Armutsgrenze.

## Bekannte Bewohner
- Clyde King (1898–1982) – Ruderer, Olympiateilnehmer 1920[9] – geboren in Montezuma
- Marsena E. Cutts (1833–1883) – Attorney General von Iowa (1872–1877) und republikanischer Abgeordneter des US-Repräsentantenhauses (1881–1883)[10] – praktizierte als Anwalt in Montezuma